# Mario Boljat
Mario Boljat (31. srpna 1951 Split - 1. ledna 2024) byl jugoslávský fotbalista chorvatské národnosti, obránce. 

## Fotbalová kariéra
V jugoslávské lize hrál za Hajduk Split, nastoupil ve 209 ligových utkáních, dal 6 gólů a s Hajdukem vyhrál čtyřikrát ligu a pětkrát pohár. V roce 1979 přestoupil do německého týmu FC Schalke 04, v bundeslize nastoupil v 9 utkáních a dal 2 góly. V Poháru mistrů evropských zemí nastoupil v 10 utkáních a dal 1 gól, v Poháru vítězů pohárů nastoupil v 15 utkáních a v Poháru UEFA nastoupil v 1 utkání. Za reprezentaci Jugoslávie nastoupil v letech 1977-1978 v 5 utkáních. 

## Ligová bilance
| Ročník                                 | Zápasy | Góly | Klub          |
| -------------------------------------- | ------ | ---- | ------------- |
| Jugoslávská Prva liga 1969/1970        | 7      | 0    | Hajduk Split  |
| Jugoslávská Prva liga 1970/1971        | 20     | 0    | Hajduk Split  |
| Jugoslávská Prva liga 1971/1972        | 20     | 1    | Hajduk Split  |
| Jugoslávská Prva liga 1972/1973        | 24     | 0    | Hajduk Split  |
| Jugoslávská Prva liga 1973/1974        | 21     | 1    | Hajduk Split  |
| Jugoslávská Prva liga 1974/1975        | 27     | 2    | Hajduk Split  |
| Jugoslávská Prva liga 1975/1976        | 24     | 0    | Hajduk Split  |
| Jugoslávská Prva liga 1976/1977        | 33     | 0    | Hajduk Split  |
| Jugoslávská Prva liga 1977/1978        | 30     | 1    | Hajduk Split  |
| Jugoslávská Prva liga 1978/1979        | 3      | 1    | Hajduk Split  |
| Německá fotbalová Bundesliga 1979/1980 | 9      | 2    | FC Schalke 04 |
| CELKEM 1. jugoslávská liga             | 209    | 6    |               |
| CELKEM Německá fotbalová Bundesliga    | 9      | 2    |               |